# RIM-55 Typhon MR
Il RIM-50 Typhon LR era un missile terra-aria a medio raggio, sviluppato per conto dell'US Navy a partire dalla fine degli anni cinquanta nell'ambito del sistema da combattimento Typhon. Ideato per sostituire i RIM-2 Terrier ed i RIM-24 Tartar, rimase interamente sulla carta, a causa della cancellazione di questo sistema nel 1963.

## Storia

### Sviluppo
Il RIM-55 era la componente a medio raggio del sistema Typhon. Inizialmente chiamato SAM-N-9, assunse la denominazione definitiva di RIM-55A solo poco prima della cancellazione del programma, nel dicembre 1963, in seguito alla riforma del sistema di designazione dei velivoli non pilotati attuata dalle forze armate statunitensi.
Questo missile rimase interamente sulla carta.

## Descrizione tecnica
Il RIM-55 avrebbe dovuto essere un missile a propellente solido, del peso complessivo di 770 kg al lancio e con una testata convenzionale costituita da 68 kg di esplosivo.
La lunghezza prevista era di 4,72 m, la larghezza massima di 1,07 m ed il diametro di 0,34 m. Il motore a razzo avrebbe dovuto spingerlo fino alla velocità di Mach 4, a distanze nell'ordine dei 75 km. La quota massima raggiungibile era stimata essere 27 400 m.